# AS Val
AS Val (Tên Tiếng Nga là Автомат Специальный Вал (АС «Вал») hay Avtomat Special'nyj Val (AS Val)) là loại súng trường tấn công được Liên Xô thiết kế với nòng là một ống hãm thanh. Súng được phát triển những năm 1980 bởi TsNIITochMash (Trung tâm thử nghiệm thông số của máy móc được chế tạo) và được sử dụng bởi các lực lượng đặc nhiệm, bộ Nội vụ, lực lượng an ninh trong quân đội Nga.

## Thiết kế
Hầu như 70% linh kiện của Val giống và có thể thay thế bằng các linh kiện của người anh em của nó là khẩu VSS Vintorez. Điểm khác biệt là cò súng và tay cầm của Val làm bằng nhựa tổng hợp cao phân tử cũng như báng súng là một khung kim loại có thể gấp về phía trái để tiết kiệm không gian khi mang đi (báng súng đặc bằng nhựa cũng có thể lắp vào khung của báng súng kim loại.
Súng có tầm sát thương hiệu quả nhất trong phạm vi 300 m, sử dụng loại đạn cận âm 9x39mm SP-6 (khả năng xuyên giáp cao) cũng như loại đạn bi SP-5 sử dụng bởi khẩu VSS Vintorez. Nó có thể sử dụng băng đạn 10 hay 20 viên của khẩu VSS. Việc sử dụng cũng giống như tất cả các khẩu AK với việc bắn sử dụng tay phải, vị trí của thước ngắm và điểm ruồi, nút tháo băng đạn ra nằm ngay phía sau băng đạn cũng như nút khóa an toàn và vòng bảo vệ cò súng. Tuy nhiên nút chọn chế độ bắn nằm bên trong vòng bảo vệ cò súng phía sau cò súng. Khẩu Val có 2 chế độ bắn là bắn từng viên hay bắn tự động với tốc độ là 950 viên/phút. Theo ý kiến của những người sử dụng loại súng này rất đáng tin cậy, có độ chính xác cao và rất thích sử dụng nó.
Hệ thống nhắm cơ bản của súng là điểm ruồi với thước ngắm tiêu chuẩn, loại súng này hiệu quả trong phạm vi 400 m. Ngoài ra súng có thể gắn rất nhiều ống ngắm của kiểu AK gồm cả ống nhắm 4x PSO-1 tích hợp khả năng nhìn trong đêm để tác chiến.